# Karlheinz Freynik
Karlheinz Freynik (auch Kalle Freynik, * 25. Juli 1947 in Hamburg) ist ein deutscher Autor, Musiker, Filmproduzent und Regisseur.

## Werdegang
Bereits während der Schulzeit schrieb Freynik als journalistische Tätigkeit Filmkritiken. Es folgten frühe Jahre als Musiker (Gitarre, Saxophon, Mundharmonika) mit Tourneen durch West- und Ostdeutschland, Skandinavien, Frankreich und Großbritannien. Er war Mitglied der Gruppe City Preachers. Als Kalle hatte er auch Solo-Auftritte im Hamburger Star-Club und veröffentlichte 1966 das Album Ich bin ein Deutscher, auf dem hauptsächlich Folk- und Protestsongs waren. Danach folgte die Single Bitte geh nicht fort… 1968 übertrug er zusammen mit Ulf von Mechow und Walter Brandin den Text des Musicals Hair ins Deutsche. 1969 gründete er Music Factory, eines der ersten deutschen Independent Labels und brachte dort die erste Platte von Can (Monster Movie) heraus.
Seit 1971 war Freynik als Regisseur, Produzent und Drehbuchautor für Film und Fernsehen tätig. Er ist Miterfinder der TV-Serien Klimbim und Sketchup und arbeitete fünfundzwanzig Jahre lang für und mit dem Komiker/Pianisten Victor Borge. In dieser Zeit gründete er gemeinsam mit Ulf Miehe, Pit Janzen (Designer, Filmausstatter), Peter Przygodda (Filmeditor) und Marius Müller-Westernhagen die Band Superheroes, die in der Satiresendung Express auftrat und den Song Schlagerparade veröffentlichte.
Für Film und Fernsehen verfasste er über dreihundert Drehbücher.

## Filmografie (Auswahl)
- 1981: Panische Zeiten
- 1985–1989: Zwei Münchner in Hamburg
- 1994: Matchball
- 1994: Ihre Exzellenz, die Botschafterin
- 1995: Der Schatz im Silbersee
- 1996: Männer sind was Wunderbares
- Die Sendung mit der Maus (WDR)